# هيروز أوف ذا ستورم
هيروز أوف ذا ستورم (بالإنجليزية: Heroes of the Storm)‏ هي لعبة موبا من تطوير ونشر شركة بليزارد إنترتينمنت. صدرت اللعبة في 2 يونيو 2015 على أجهزة مايكروسوفت ويندوز وماك أو إس.